# Kiany Vroman
Kiany Vroman (geboren in 2003) is een Belgische doelman die momenteel uitkomt voor Club NXT, het beloftenelftal van Club Brugge. Hij doorliep de jeugdopleiding van Club Brugge en maakte op jonge leeftijd zijn debuut in het profvoetbal.

## Carrière
Vroman startte zijn voetbalcarrière in de jeugdopleiding van Club Brugge. Op 1 juli 2020 sloot hij zich aan bij Club NXT, de beloftenploeg van Club Brugge die uitkomt in de Challenger Pro League. Hij was toen zestien jaar oud.
Op 14 maart 2021 maakte Vroman zijn officiële profdebuut voor Club NXT in de Challenger Pro League. In de competitiewedstrijd tegen RFC Seraing (0–1-verlies) viel hij in de 21e minuut in voor de geblesseerde doelman Nick Shinton. In diezelfde wedstrijd onderscheidde hij zich meteen door een strafschop van Amadou Ndiaye te stoppen.
Op 19 november 2021 werd Vroman voor het eerst opgenomen in de wedstrijdselectie van het eerste elftal van Club Brugge, voor een competitiewedstrijd tegen KV Mechelen. Hij kwam toen nog niet in actie.
Tijdens het seizoen 2021–22 nam Club NXT deel aan de UEFA Youth League, de jeugdversie van de Champions League. Vroman kreeg hierin speelminuten, maar Club NXT werd in de play-offronde voor de achtste finales uitgeschakeld door de U19 van het Deense FC Midtjylland.
In 2024 tekende Vroman een contractverlenging bij Club NXT voor de duur van één jaar.

## Clubstatistieken
| Seizoen         | Club            | Land            | Competitie | Competitie | Beker | Beker | Europees | Europees | Totaal | Totaal |
| Seizoen         | Club            | Land            | Sel.       | Wed.       | Sel.  | Wed.  | Sel.     | Wed.     | Sel.   | Wed.   |
| --------------- | --------------- | --------------- | ---------- | ---------- | ----- | ----- | -------- | -------- | ------ | ------ |
| 2020/21         | Club NXT        | Vlag van België | 9          | 1          | —     | —     | —        | —        | 9      | 1      |
| 2021/22         | Club NXT        | Vlag van België | 0          | 0          | —     | —     | 3        | 2        | 4      | 2      |
| 2022/23         | Club NXT        | Vlag van België | 7          | 0          | —     | —     | 4        | 4        | 11     | 4      |
| 2023/24         | Club NXT        | Vlag van België | 8          | 0          | —     | —     | —        | —        | 8      | 0      |
| 2024/25         | Club NXT        | Vlag van België | 11         | 0          | —     | —     | —        | —        | 11     | 0      |
| Carrière totaal | Carrière totaal | Carrière totaal | NB         | 0          | 0     | 0     | 3        | 2        | 43     | 7      |

Bijgewerkt op 15 maart 2021.
2 Romero ·
4 Ordóñez ·
8 Tzolis ·
9 Jutglà ·
10 Vetlesen ·
14 Meijer ·
15 Onyedika ·
16 Van den Heuvel ·
17 Vermant ·
19 Nilsson ·
20 Vanaken  · 
21 Skóraś ·
22 Mignolet ·
24 Osuji ·
27 Nielsen ·
29 Jackers ·
30 Jashari ·
41 Siquet ·
44 Mechele ·
55 De Cuyper ·
58 Spileers ·
62 Audoor ·
64 Sabbe ·
65 Seys ·
66 Yameogo ·
67 Et Taïbi ·
68 Talbi ·
71 De Corte ·
81 Vanden Driessche ·
84 Campbell ·
87 Furo ·
Coach: Hayen
Assistent-coach: Jonckheere